# Полтава (Сватівський район)
Полта́ва —  село в Україні, у Нижньодуванській селищній громаді Сватівського району Луганської області. Населення становить 160 осіб. Орган місцевого самоврядування — Верхньодуванська сільська рада.